# Municipio de Eden (condado de Benton)
El municipio de Eden (en inglés: Eden Township) es uno de los veinte municipios ubicados en el condado de Benton en el estado estadounidense de Iowa. En el año 2000 el municipio tenía una población de 275 habitantes y una densidad poblacional de 3 personas por km². El territorio del municipio incluye el de una ciudad no incorporada, Eden.

## Geografía
El municipio de Eden se encuentra ubicado en las coordenadas 42°04′58″N 92°00′12″O / 42.08278, -92.00333.